# Фишер, Рэй
Рэй Фишер (англ. Ray Fisher; род. 8 сентября 1987, Балтимор, Мэриленд, США) — американский актёр, наиболее известный по роли Виктора Стоуна / Киборга в фильмах «Бэтмен против Супермена: На заре справедливости» и«Лига справедливости», а также в режиссёрской версии последней. Эти фильмы входят в американскую медиафраншизу «Расширенная вселенная DC» (2013—2023). 

## Ранние годы
Фишер родился в Балтиморе, Мэриленд, и вырос в Лонсайде, Нью-Джерси. Его воспитывали мама и бабушка. Он посещал среднюю школу Haddon Heights High School, во время обучения в которой занимался актёрским мастерством и пел в церковном хоре. После окончания школы Фишер поступил в Американскую музыкально-драматическую академию в Нью-Йорке.

## Карьера
В начале своей карьеры Фишер начал выступать в Шекспировском театре Нью-Джерси. В 2008 году он получил роль Тома Робинсона в постановке «Убить пересмешника, а в 2009 году Фишер играл в пьесе Уильяма Шекспира «Макбет». В 2013 году Фишер сыграл Мухаммед Али в офф-бродвейской постановке Fetch Clay, Make Manв театре New York Theatre Workshop. Для этой роли ему пришлось заниматься серьёзными физическими нагрузками, чтобы набрать мышечную массу.
В 2016 году Фишер сыграл роль супергероя Виктора Стоуна / Киборга в фильме «Бэтмен против Супермена: На заре справедливости», а в 2017 году повторил эту роль в фильме «Лига справедливости». В 2019 году он сыграл одну из главных ролей в третьем сезоне сериала «Настоящий детектив».

## Фильмография
| Год  |     | Русское название                                | Оригинальное название                  | Роль                  |
| ---- | --- | ----------------------------------------------- | -------------------------------------- | --------------------- |
| 2008 | кор | —                                               | The Good, the Bad, and the Confused    | пациент               |
| 2015 | с   | Клуб жён астронавтов                            | The Astronaut Wives Club               | капитан Эдвард Дуайт  |
| 2016 | ф   | Бэтмен против Супермена: На заре справедливости | Batman v Superman: Dawn of Justice     | Виктор Стоун / Киборг |
| 2017 | ф   | Лига справедливости                             | Justice League                         | Виктор Стоун / Киборг |
| 2019 | с   | Настоящий детектив                              | True Detective                         | Генри Хэйс            |
| 2021 | ф   | Лига справедливости Зака Снайдера               | Zack Snyder’s Justice League           | Виктор Стоун / Киборг |
| 2022 | с   | Женщины движения                                | Women of the Movement                  | Джин Мобли            |
| 2023 | ф   | Мятежная Луна: Дитя огня                        | Rebel Moon — Part One: A Child of Fire | Дарриан Бладэкс       |
| 2024 | ф   | Мятежная Луна: Оставляющая шрамы                | Rebel Moon: The Scargiver              | Дарриан Бладэкс       |
| 2024 | ф   | Уроки фортепиано                                | The Piano Lesson                       | Лаймон                |
|      | ф   | Животные                                        | Animals                                |                       |